# Kézdimartonfalva
Kézdimartonfalva (románul: Mărtineni) falu Romániában, Kovászna megyében.

## Földrajz
Kézdivásárhelytől 9 km-re délnyugatra, az Ika-patakának a Feketeügybe torkollásánál fekszik.

## Története
1407-ben Martonfalva néven említik először. Neve a síkvidékből kiemelkedő dombot jelölő régi magyar mart főnévvel lehet kapcsolatban. Régebben Mártonfalvának nevezték. A falunak már a 13. században volt temploma, mely a reformáció idején a falu népével együtt református lett. 1834-ben a falut tűz pusztította. 1849. január 15-én itt mondták fel az Árapatakon megkötött fegyverszüneti szerződést az osztrákokkal.
1910-ben 506 magyar lakosa volt. A trianoni békeszerződésig Háromszék vármegye Kézdi járásához tartozott.
1974-ben épült katolikus imaház; 2016-ban felújították.

## Népesség
1992-ben 644 lakosából 642 magyar és 2 román volt.

## Látnivalók
- Református temploma 15. századi eredetű, 1754-ben barokk stílusban átépítették, 1824-ben bővítették. Tornya 1778-ban épült.
- A Bogdán udvarház 1820-ban épült, a 18. századi székelykapu a sepsiszentgyörgyi Székely Múzeum udvarán áll.